# Østerby Havn

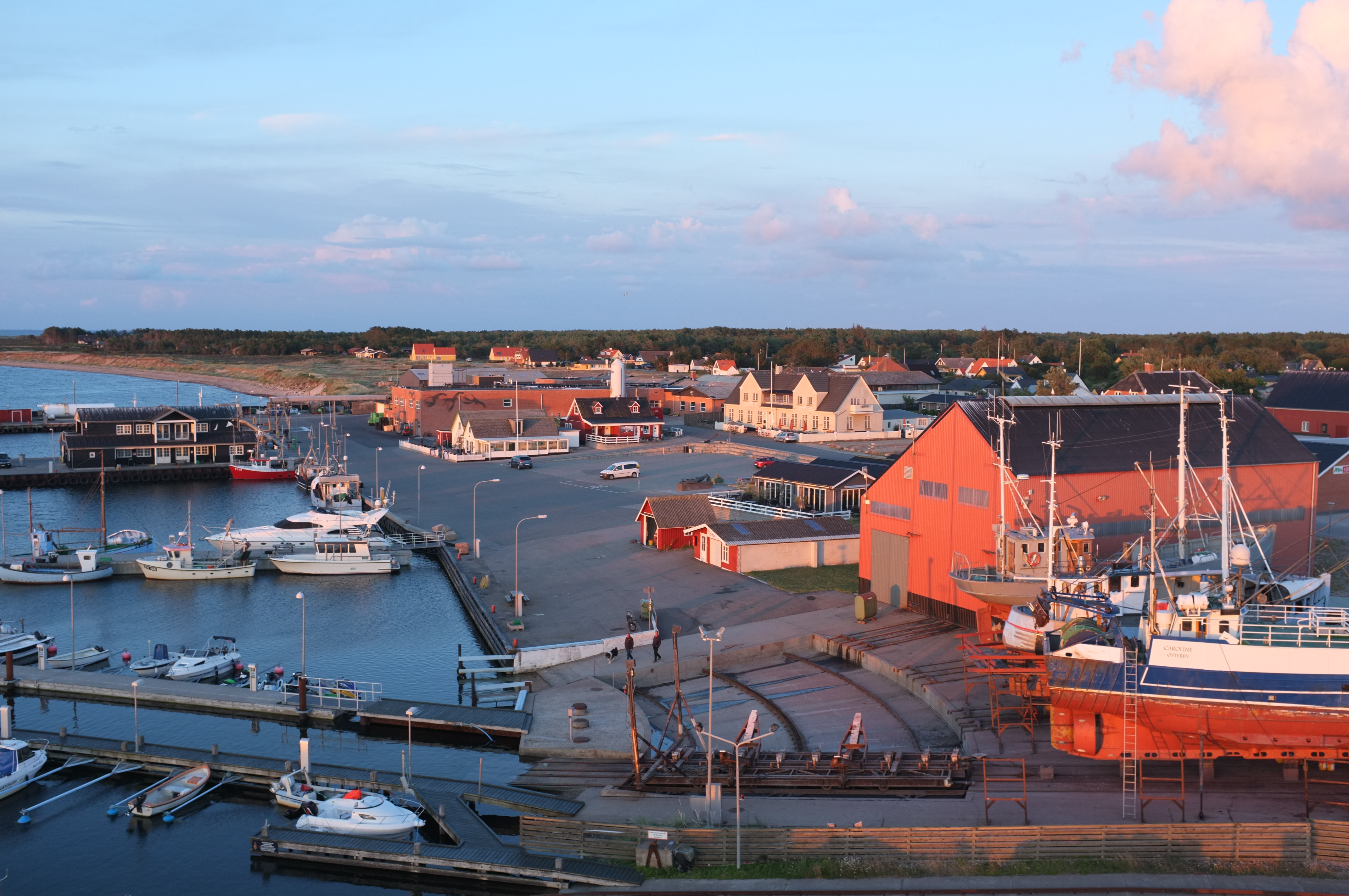
Das Zentrum von Østerby Havn

Østerby Havn ist ein Ort auf der dänischen Insel Læsø im Kattegat und liegt an der Nordküste im Osten der Insel.
Der Ort verfügt über einen Yacht- und Fischereihafen. In unmittelbarer Nähe des Hafens befindet sich ein Produktionsgebäude der Læsø Fiskeindustri, eine Seenotrettungsstation der Kongelige Danske Marine sowie eine Werft.

## Kultur und Sehenswürdigkeiten
Im Ort befindet sich die Læsø Kunsthal, in der jährlich das Læsøer Literaturfestival stattfindet.
Auf dem zentralen Platz im Ort ist eine überlebensgroße Bronzeskulptur eines Norwegischer Hummers ausgestellt.

## Verkehr
Østerby Havn ist über eine Busverbindung aus Vesterø Havn in etwa einer halben Stunde erreichbar.